# Bruce Tasker
Bruce Jarrod Tasker (* 2. September 1987 in Lawrenny, Wales) ist ein ehemaliger britischer Bobfahrer.

## Leben
Bruce Tasker war in seiner Jugend als Sprinter bei den Carmarthen Harriers aktiv. Später studierte er Biochemie an der University of Bath. Während seiner Studienzeit kam er 2010 zum Bobsport. Bereits ein Jahr später startete er als Anschieber im Zweier- und Viererbob von John Jackson bei der Weltmeisterschaft am Königssee sowie im Weltcup. Nach weiteren Starts bei Weltmeisterschaften sowie im Weltcup gewann Tasker bei der Europameisterschaft 2014 zusammen mit Jackson sowie den beiden anderen Anschiebern Stuart Benson und Joel Fearon Silber. Bei den Olympischen Winterspielen 2014 belegte die Crew den fünften Rang im Viererbob-Wettkampf. Aufgrund von Dopingfällen in zwei vor ihnen platzierten russischen Bobs wurde den Briten nachträglich die Bronzemedaille verliehen.
Am 4. Januar 2018 erlitt Tasker einen Schlaganfall, wodurch er nicht bei den Olympischen Winterspielen in Pyeongchang starten konnte. Im Oktober 2018 gab er seinen Rücktritt bekannt. Am 24. Januar 2021 nahm er noch einmal an einem Weltcup-Rennen im Viererbob von Brad Hall teil.